# Раевский, Николаус
Николай Раевский (нем. Nikolaus Rajewsky; р. 1968, Кельн, Германия) — немецкий системный биолог, чьи исследования направлены на выяснение роли малых и кольцевых некодирующих РНК в регуляции клеточных процессов, механизмов развития рака и других заболеваний. Он является профессором системной биологии в Центре молекулярной медицины Макса Дельбрюка (MDC) и в Шарите в Берлине, а в 2008 году основал Берлинский институт медицинской системной биологии (англ. “Berlin Institute for Medical Systems Biology” — BIMSB) в рамках Центра молекулярной медицины Макса Дельбрюка (MDC).

## Биография

### Семья
Отец Николауса Раевского — иммунолог Клаус Раевский, мать — политолог Кристиан Раевски. Дедушка Николауса Раевского – немецкий ученый-биофизик Борис Раевский.

### Образование
С 1988 до 1993 года Н. Раевский изучал математику и физику в Кельнском университете и в 1997 получил докторскую степень за работу по теоретической физике «Exact results for one-dimensional stochastic processes» (перевод: «Точные результаты для одномерных стохастических процессов»). C 1991 до 1996 года Раевский изучал фортепиано в Фольквангском университет искусств и окончил обучение как «Künstlerischen Reifeprüfung».

### Период в США
После получения докторской степени сначала он отправился как постдок в Рутгерский университет в Нью-Джерси, а с 1999 по 2002 гг. — в Рокфеллеровский университет в Нью-Йорк как профессор. До 2006 года работал на должности доцента в Нью-Йоркском университете.

### Возвращение в Германию
В 2006 г. Раевский вернулся в Германию и с того времени – профессор Центра молекулярной медицины Макса Дельбрюка (MDC) в Берлин-Бух и Шарите-Медицинском университете Берлина. В 2008 основал Berlin Institute for Medical Systems Biology (BISMB) как часть Центра молекулярной медицины Макса Дельбрюка (MDC), начальное финансирование которого в размере 12 миллионов евро оказали BMBF и Сенат Берлина. В BIMSB проводятся комбинированные экспериментальные и теоретические исследования различных уровней регуляции экспрессии генов с целью интеграции и получения всестороннего знания о фундаментальных вопросах системной медицины.

## Работа

### МикроРНК
Особое значение в работе Раевского занимают микроРНК и малые некодирующие РНК, которые играют значительную роль в регуляции клеточных процессов, а значит имеют значение в развитии заболеваний. Под руководством Раевского была создана первая компьютерная программа, которая позволяет идентифицировать гены-мишени микроРНК. При помощи второй технологии можно определить силу эффекта, который оказывает микроРНК на синтез белка. При его участии также разработан метод «антагомир», с помощью которого можно достичь специфического и надежного угнетение функции микроРНК. Это является отправной точкой для разработки новых лекарственных средств.

### Кольцевые РНК
Новейшие исследования Николауса Раевского сосредоточены на выявлении кольцевых РНК у разных организмов и в разных тканях, а также выяснению их роли и функций.

## Награды
- с 2008 года в течение нескольких лет глобальный заслежений профессор биологии Нью-Йоркского университета
- 2008 Медаль IUBMB за выдающийся вклад в биохимию
- 2008 Приз к годовщине Немецкого общества биохимии и молекулярной биологии, вручено Federation of European Biochemical Societies
- 2009 Научная награда от мэра Берлина
- с 2010 года адъюнкт-профессор факультета естественных наук Гумбольдтского университета Берлина
- В 2010 году избран членом Европейской организации молекулярной биологии
- 2012 Премия Лейбница от Немецкого научно-исследовательского сообщества
- 2014 Почетный PhD по биологии человека и медицинской генетике в Римском университете ла Сапиенца в Риме